# 八田信之
八田信之（日语：／ Hatta Nobuyuki，1944年11月6日—），日本男子举重运动员。他曾代表日本参加1970年亚洲运动会举重比赛，获得一枚金牌。他也曾参加1968年夏季奥林匹克运动会。